# Microlita leucorhabda
Microlita leucorhabda är en fjärilsart som beskrevs av D. Jones 1908. Microlita leucorhabda ingår i släktet Microlita och familjen nattflyn. Inga underarter finns listade i Catalogue of Life.